# لورنا سيبيدا
لورنا ماريا سيبيدا خيمينيز (بالإسبانية: Lorna María Cepeda Jiménez)‏، وتعرف اختصارا باسم لورنا باز (بالإسبانية: Lorna Paz)‏، (18 نوفمبر 1970 بقرطاجنة، كولومبيا)، هي ممثلة كولومبية، وأخت الممثلة أنجي سيبيدا.
اشترهت بدورها في الرواية التلفزيونية أنا بيتي، القبيحة (بالإسبانية: Yo soy Betty, la fea)‏ سنة 1999، والذي أصدر عنه نسخ أخرى في الكثير من الدول، من بينهم الأمريكي بيتي القبيحة (بالإنجليزية: Betty Ugly)‏ والمصري هبة رجل الغراب.

## حياتها
ولدت لورنا في قرطاجنة من عائلة متوسطة، كانا والديها ياديرا خيمينيز وخوسي سيبيدا محاميان. درست النذمجة ب أكاديمية ديانا دي بياس ببارانكيا، وبدأت بعرض أعمالها في نفس المدينة في سن ال16. في 1993، التقت بفيينا رويز، إيرما أريستيزابال وتوني ماركيز، والذين أصبحوا ملاك وكالة سهوم النذمجة (بالإنجليزية: Stock Models Agency)‏. توقعوا لها آمال جيدة في بوغوتا. بعد سنة، انتقلت لورنا إلى هذه المدينة لتبدأ مرحلة جديدة في حياتها. عملت لورنا في بوغوتا حتى 1997، في هذه السنة بدأت بالدراسة لتصبح ممثلة. كان أول ظهور لها في سيتكوم الوالدين والأبناء (بالإسبانية: Padres e Hijos)‏ بدور ماغالي. شاركت أيضا في السلسلة الكوميدية حلوة مارتيريو (بالإسبانية: Dulce Martiri)‏ في نفس السنة. في 1998، التحقت بطاقم المسلسل قلعة البطاقات (بالإسبانية: Castillo de Naipes)‏. في 1998، شاركت في مسلسلين هما شكل الحب  (بالإسبانية: Amor en forma)‏ الذي لعبت فيه دور جوليانا، ومسلسل الحب أقوى (بالإسبانية: El amor es mas fuerte)‏ بدور ناتاليا. ولكن يبقى مسلسل أنا بيتي، القبيحة (بالإسبانية: Yo soy Betty la fea)‏ سنة 1999 سبب شهرتها.
وهي أخت الممثلة أنجي سيبيدا.

## أعمالها

### في التلفزيون
| السنة     | الاسم                 | الاسم الأصلي              | الشخصية                |
| --------- | --------------------- | ------------------------- | ---------------------- |
| 1996      | يوم اليوم             | El día es hoy             | كاتالينا               |
| 1997      | الواليدين الأبناء     | Padres e hijos            | ماغالي                 |
| 1997      | حلوة مارتيريو         | Dulce martirio            | مارتيريو               |
| 1998      | الحب أقوى             | El amor es más fuerte     | ناتاليا                |
| 1998      | شكل الحب              | مثال                      | جوليانا                |
| 1999–2001 | أنا بيتي، القبيحة     | Yo soy Betty, la fea      | باتريسيا فيرنانديز     |
| 2001      | أنا السبب             | Provócame                 | مارغاريتا              |
| 2002      | أمي الصغيرة           | Mi pequeña mamá           | كاساندرا               |
| 2002      | قبلني، غبي            | Bésame, tonto             |                        |
| 2003      | دكتور الحب            | Dr. Amor                  | أنجيليس                |
| 2004–2005 | متزوج وله طفلا        | Casados con Hijos         | دولوريس "لولا" دي روشا |
| 2006      |                       | Guayoyo Express           |                        |
| 2006      | المغنية               | La diva                   | فيكتوريا               |
| 2006      | يأس ربات البيوت       | Amas de Casa Desesperadas | ليونور غيريرو          |
| 2008      | الحب، الكاذب والفيديو | Amor, mentiras y video    |                        |
| 2010      | فورتونا تشيبي         | Chepe Fortuna             | بيترا "الغيورة"        |
| 2012      | دار الملكات           | Casa de reinas            | بيترا "الغيورة"        |
| 2013–2014 | الخريجين              | Graduados                 | خوانا                  |
| 2015      | يبدو وكأنه وجهك       | Tu cara me suena          | إيلا ميسما             |
| 2016      | المرأة القاتلة        | Mujeres asesinas          | بيرلا "المضيفة"        |
| 2016      | الكنز                 | El tesoro                 | نازلي دي أوتيرو        |
| 2016      | 3 عائلات              | 3 familias                | لورين دي بلازا         |

### في السينما
- للإيجار  (بالإسبانية: En alquiler)‏ (فيلم قصير)
- الرجل، البطل الوطني (بالإسبانية: El Man, El Super Héroe Nacional)‏
- أنيق ورائع  (بالإسبانية: Donaire y Esplendor)‏ (2017)

### في المسرح
- ملعب مدني غير مرخص  (بالإسبانية: Estado civil infiel)‏
- بيتي القبيحة (بالإسبانية: Betty la fea)‏

### إعلانات تلفزيونية
- سبرايت
- تشكلتس آدامز
- بوستوبون
- أوستر (2001–2002)
- ألبينا
- سيل كاريب، برانكيا (2001–2002)

### فيديو كليب
- اللبؤة (بالإسبانية: La Leona)‏ – بيتير مانجاريس – 2012

## الجوائز

### جوائز تيفي نوفيلاسبالإسبانية
| السنة | الفئة             | العمل             | النتيجة |
| ----- | ----------------- | ----------------- | ------- |
| 2001  | أفضل ممثلة مساعدة | أنا بيتي، القبيحة | فوز     |

### جوائز أخرى
- جائزة أي إن تي إي (بالإنجليزية: INTE)‏ بالولايات المتحدة الأمريكية كأفضل ممثلة مساعدة عن مسلسل أنا بيتي، القبيحة (بالإسبانية: Yo soy Betty, la fe)‏
- جائزة صحيفة تيمبو (بالإسبانية: Periódico El Tiempo)‏ كأفضل ممثلة مساعدة عن مسلسل أنا بيتي، القبيحة (بالإسبانية: Yo soy Betty, la fe)‏
- جائزة مارا (بالإسبانية: Mara)‏ بفنزويلا كأفضل ممثلة مساعدة عالمية عن مسلسل فورتوا تشيبي (بالإسبانية: Chepe Fortuna)‏